# Sovjetunionen i olympiska vinterspelen 1988
Sovjetunionen tävlade i olympiska vinterspelen 1988 i Calgary i Kanada. Det var sista gången som Sovjetunionen deltog i olympiska spelen, eftersom unionen upplöstes 1991. Vid olympiska vinterspelen 1992 tävlade sex av de republiker som ingick i Sovjetunionen som OSS. 

## Medaljer

### Guld
- Bobsleigh
- Tvåmanna: Jãnis Ḳipurs, Vladimir Kozlov
- Hastighetsåkning på skridskor
  - 1 000 m herrar: Nikolaj Guljajev
- Längdskidåkning
  - 15 km herrar: Michail Devjatjarov
  - 30 km herrar: Aleksej Prokurorov
  - 10 km damer: Vida Vencienė
  - 20 km damer: Tamara Tichonova
  - Stafett damer: Svetlana Nagejkina, Nina Gavriljuk, Tamara Tichonova och Anfisa Reztsova
- Konståkning
  - Par: Natalja Bestemjanova och Andrej Bukin
  - Isdans: Jekaterina Gordejeva och Sergej Grinkov
- Ishockey
- Herrar: Sovjetunionens herrlandslag i ishockey
- Skidskytte
  - Stafett herrar: Dmitrij Vasiljev, Sergej Tjepikov, Aleksandr Popov och Valerij Medvedtsev

### Silver
- Konståkning
  - Par: Jelena Valova, Oleg Vasilijev
  - Isdans: Marina Klimova, Sergej Ponomarenko
- ' Längdskidåkning
  - 30 km herrar: Vladimir Smirnov
  - Stafett herrar: Vladimir Sachnov, Vladimir Smirnov, Michail Deviatjarov och Aleksej Prokurorov
  - 5 km damer: Tamara Tichonova
- Skidskytte
  - 10 km herrar: Valerij Medvedtsev
  - 20 km herrar: Valerij Medvedtsev

### Brons
- Bob
  - Fyrmanna: Jãnis Ḳipurs, Guntis Osis, Juris Tone och Vladimir Kozlov
- Hastighetsåkning på skridskor
  - 1 000 m herrar: Ihar Zjaljazoŭski
- Konståkning
  - Herrar: Viktor Petrenko
- Längdskidåkning
  - 15 km herrar: Vladimir Smirnov
  - 5 km damer: Vida Vencienė
  - 20 km damer: Raisa Smetanina
- Nordisk kombination
- Herrarnas individuella: Allar Levandi
- Rodel
  - Singel herrar: Jurij Kartjenko
  - 20 km damer: Anfisa Reztsova

## Resultat och tävlande efter gren

### Längdskridskoåkning
- Andrej Bachvalov
- Sergej Berezin
- Andrej Bobrov
- Dmitri Botjkaryov
- Svetlana Boyko
- Sergej Fokitjev
- Nikolaj Guljajev
- Jelena Iljina
- Aleksandr Klimov
- Juri Kljujev
- Jelena Lapuga
- Vitali Makovetski
- Aleksandr Mozin
- Boris Repnin
- Natalja Sjive-Glebova
- Jelena Tumanova
- Ihar Zjaljazoŭski